# Drapeau de Colorado Springs
Le drapeau de Colorado Springs est blanc avec une bordure bleue en haut, en bas et en mouche. Sur le côté du palan se trouve une forme de losange avec une représentation du soleil se couchant derrière les montagnes bordées de vert.
Le drapeau a été offert au conseil municipal de Colorado Springs en 1912 par Caroline Spencer, représentant la Ligue civique. Selon Flags of the World, "Le champ blanc est destiné à représenter la propreté et la santé de la ville; la bordure bleue borde notre ciel bleu; le bouclier porte le soleil, dont nous sommes à juste titre fiers; les montagnes représentent Pic Pikes et dessus sont représentés les lingots d'or de nos industries minières; la bande verte autour du bouclier représente le système de parcs entourant la ville."
Dans un examen de 2004 par la North American Vexillological Association de 150 drapeaux de villes américaines, le drapeau de la ville de Colorado Springs a été classé dix-neuvième meilleur.